# تیموشینسکایا
تیموشینسکایا (به لاتین: Timoshinskaya) یک منطقهٔ مسکونی در روسیه است که در استان آرخانگلسک واقع شده‌است.